# Thin Lizzy (musikalbum)
Thin Lizzy är ett självbetitlat studioalbum från 1971 av den irländska rockgruppen Thin Lizzy. Det var gruppens debutalbum och släpptes den 30 april 1971. Albumet släpptes först på LP. Den senare utgåvan på CD innehåller ytterligare fyra spår som ursprungligen kommer från EPn "New Day".

## Låtlista
Samtliga låtar skrivna av Phil Lynott, om inte annat anges.
1. "The Friendly Ranger at Clontarf Castle" - (Bell, Lynott) 2:57
2. "Honesty Is No Excuse" - 3:34
3. "Diddy Levine" - 3:52
4. "Ray-Gun" - (Bell) 2:58
5. "Look What the Wind Blew In" - 3:16
6. "Eire" - 2:04
7. "Return of the Farmer’s Son" - (Downey, Lynott) 4:05
8. "Clifton Grange Hotel" - 2:22
9. "Saga of the ageing Orphan" - 3:39
10. "Remembering" - 5:57

### New Day
1. "Dublin" - 2:27
2. "Remembering Part 2" - (Bell, Downey, Lynott) 5:06
3. "Old Moon Madness" - 3:56
4. "Things Ain’t Working Out Down at the Farm" - 4:32

## Medverkande
- Eric Bell - gitarr, akustisk gitarr
- Brian Downey - trummor, slagverk
- Phil Lynott - sång, elbas, akustisk gitarr

### Övriga medverkande
- Ivor Raymonde - mellotron